# Melanogaster variegatus
Melanogasteer variegatus és una espècie de fong de l'ordre dels boletals de la família de les paxil·làcies (Paxillaceae).
Té forma més o menys esfèrica de 2 a 6 cm de diàmetre i un color primer grogós i després terrós, i es troba sobre el terreny, una mica enterrat. L'interior és negre i en madurar la superfície s'obre per esquerdes irregulars. Fa una olor agradable, amb un gust que s'ha identificat com de regalèssia o com de fruits del bosc. És comestible però poc apreciat.
Es troba en diferents llocs d'Europa occidental, d'Alemanya i Itàlia a Anglaterra i la península Ibèrica. A les Balears es troba a Mallorca i Menorca. Viu en alzinars, pinedes, i brolles d'estepa blanca i prefereix els sòls calcaris.